# Choke (The Red Jumpsuit Apparatus)
Choke è un singolo dei The Red Jumpsuit Apparatus, l'unico estratto dall'EP The Hell or High Water.

## La canzone
Il singolo, scritto dai membri della band Matt Carter, John Kitchens e Ronnie Winter, segna un "ritorno alle origini" per i Red Jumpsuit: viene infatti abbandonata l'attitudine ai suoni melodici ed evocativi di Lonely Road in favore di un suono molto simile a quello di Don't You Fake It.
Il brano è stato registrato in una seconda versione per il quarto album della band, Am I the Enemy.

## Video musicale
Il video musicale girato per Choke fa parte, insieme ai video successivamente pubblicati degli altri brani della band Don't Hate e Hell or High Water, di una trilogia. Nel video di Choke, i membri della band derubano e uccidono i dipendenti di un ufficio, per poi fuggire. Nei successivi due video, i Red Jumpsuit Apparatus si scontreranno con la polizia, e verranno eliminati da questi dopo che Ronnie Winter (il cantante), messo alle strette, tenta di sparargli con una pistola. Alla fine del terzo video compare una frase su uno sfondo nero: "Il morale di questa storia è che la violenza non risolve niente. Tutti possono essere maltrattati da qualcuno, ma se ricorri alla violenza non farà altro che ritorcetisi contro".